# من بلا خطيئة (فلم)
من بلا خطيئة فيلم دراما مصري للمخرج تيسير عبود  عام 1978، وكتب السيناريو والحوار شريف المنباوي. الفيلم من بطولة فريد شوقي وناهد شريف وسمير صبري وهالة فاخر ويوسف فخر الدين. تدور أحداث الفيلم حول إيمان، الفتاة الجميلة الثرية وابنة رجل الأعمال جاسر، والتي يقع في حبها الشاب أشرف، وأيضا سامي. يوافق الأب على خطبتها من سامي وتحمل الفتاة من خطيبها الذي يموت قبل الزواج. 
صدر الفيلم إلى دور العرض المصرية في أول يناير 1978.
منح موقع قاعدة بيانات الأفلام العربية «السينما.كوم» الفيلم درجة 4.7/ 10.

## طاقم التمثيل
فريد شوقي: في دور جاسر (رجل الأعمال الثري)
ناهد شريف: في دور إيمان (ابنة جاسر)
سمير صبري: في دور المهندس أشرف
يوسف فخر الدين: في دور سامي (مهندس بشركة جاسر)
هالة فاخر: في دور ميرفت (السكرتيرة)
السيد راضي: في دور خليفة
سعاد نصر: في دور موظفة في شركة جاسر
بالاشتراك مع: أحمد دنش - محمد نجم - أحمد عبد الوارث - سناء يونس - مظهر أبو النجا - محمد فريد - ميرفت كاظم - بثينة نصار - حمدي يوسف - نعمات السيد - أميرة عبد الرحمن - صادق أمين - الراقصة عزة شريف.

## أحداث الفيلم
يعمل سامى (يوسف فخر الدين) مهندساً بشركة جاسر بيه (فريد شوقي) وهو ماهر في عمله، ويتقدم بمشروعات ناجحة للشركة، ويعتمد على حسن علاقته بصاحب الشركة جاسر بيه، ويدعوه دائماً للحفلات لتوطيد العلاقة بينهما، حتى التقى بإبنة جاسر الآنسة إيمان (ناهد شريف) وأقام معها علاقة عاطفية، بينما شاغلت امرأة لعوب في الحفل جاسر بيه، الذي استجاب لها. يعمل بالشركة أيضا المهندس أشرف (سمير صبري) وهو أيضاً ماهر بعمله، ولكنه لايجيد العلاقات الإجتماعية ويشعر بأن المهندس سامي عقبة في طريقه. نشأت علاقة عاطفية بين أشرف والسكرتيرة ميرفت (هالة فاخر)، وعندما حملت منه تخلى عنها، وأراد أن يتقرب من صاحب الشركة جاسر فطلب منه الزواج من ابنته إيمان، ولكن المهندس سامي سبقه وخطبها، على أن يتم الزواج بعد 6 شهور عندما يعود من بعثته بالخارج. حملت إيمان من سامي وفضل أن يتمم الزواج قبل سفره ولكنه يتعرض لحادث سيارة ولقى نحبه. يتقرب أشرف من إيمان، ويواسيها على مصابها، وبدأ يبثها حبه، وأقام معها علاقة غرامية، ثم عرض عليها الزواج، ولكن ميرفت أخبرته أن حملها يصعب التخلص منه، وطلبت منه الزواج، فطردها من بيته. أستمر تواصل جاسر بيه مع المرأة اللعوب واتفق معها على قضاء وقت ممتع معاً، وادعى أنه مسافر في عمل بأسوان لمدة 3 أيام، وانتهزت إيمان الفرصة ودعت حبيبها أشرف لبيتها، ولكن جاسر عاد قبل الموعد ليجد إبنته في أحضان أشرف، فأصيب بصدمة، وإعتبر ما حدث هو إنتقام من ربه.
وضعن ميرفت مولودها، واعترفت بأنها أخطأت مع أشرف، وإحتارت في كتابة المولود باسم من، ولكن أشرف حضر وطلب كتابة المولود بإسمه، وحضرت إيمان وشاهدت ماحدث، وخرج جاسر مع إبنته إيمان وهو يقول من بلا خطيئة.

## استقبال الفيلم
كتب الناقد السينمائي محمود قاسم على موقع الشروق في 29 مارس 2019: «لا أعرف السر في أن الفيلم لم يتم توزيعه على المستوى التجاري، وقد كان عرضه قبل فترة من ظهور أفلام المقاولات، ويمكن اعتباره واحداً من الخطوات في هذه الأفلام رغم نجومية أبطال الفيلم... الفيلم غير معروف بالمرة للكثيرين، ورغم أن أهم ما في الفيلم هو المشاهد التسجيلية لميدان التحرير والمنطقة التي حوله التي نزلت عليها بيانات الفيلم على خلفية موسيقية، فإن أغلب أحداث الفيلم تدور في شقة كمقر لشركة تجارية تطل على الميدان... كما نلاحظ فإن لاسم الفيلم هنا معنى توراتى اختص بقول السيد المسيح إنه» من كان منكم بلاخطيئة فليرجمها بحجر«، وإيمان في الفيلم لم تخطئ مرة واحدة، بل مرتين بالكيفية نفسها، وفي كل مرة خسرت حبيبها، الأولى عندما مات الحبيب في حادث سيارة، والثانية عندما لحقت بحبيبها في المستشفى الذي يستقبل فيه وليده من خطيئة أخرى، الخطيئة هنا فعلها أحبابها عن عمد، ولا يتعلمون منها، معذرة إنها ليست خطيئة واحدة، بل عدة خطايا متراكبة، ولا أحد ينال الجزاء، فضلا عن أن الزمن سرعان ما يأتى بأستار النسيان لتستمر الحياة».

## روابط خارجية
- من بلا خطيئة على موقع قاعدة بيانات الأفلام العربية
- من بلا خطيئة على موقع الدهليز
- من بلا خطيئة على موقع كاروهات

https://www.shorouknews.com/columns/view.aspx?cdate=29032019&id=4a35b155-bd94-4d48-a3e2-1da1fefc8296 من بلا خطيئة (فيلم)